# Frank Waller

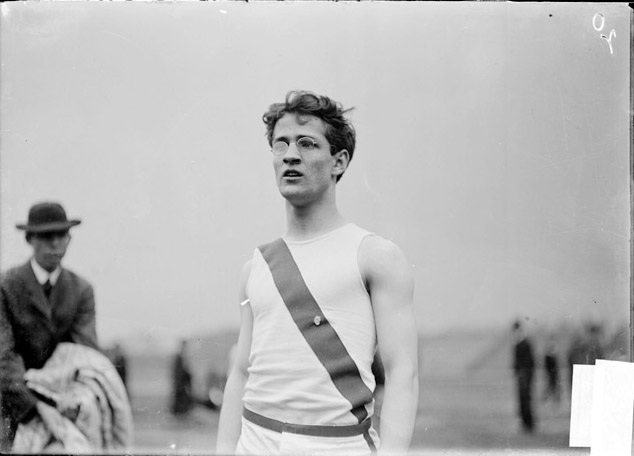

Frank Laird Waller (Saint Paul, 24 de junio de 1884 - Kansas City, 29 de noviembre de 1941) fue un atleta estadounidense especializado en el tablero de 400 metros y 400 metros con vallas.
Participó en los Juegos Olímpicos de Saint Louis 1904, ganando dos medallas de plata en los 400 metros planos y los 400 metros con vallas.